# Thermodesulfobacteriota
Thermodesulfobacteriota ou Thermodesulfobacteria, é um filo de bactérias gram-negativas termofílicas.

## Taxonomia
O cladograma representa a taxonomia actualmente aceite do grupo baseada na LPSN (List of Prokaryotic names with Standing in Nomenclature) e na base de dados do NCBI (National Center for Biotechnology Information)
e a filogenia é baseada no ARNr de 16 S do LTP 106 do Projecto The All-Species Living Tree.
|  | T. atlanticus Alain et al. 2010            |
|  |                                            |
|  | T. indicus Moussard et al. 2004 (type sp.) |
|  |                                            |

|  | T. commune Zeikus et al. 1995 (type sp.) |
|  | |
|  | \| \| T. hveragerdense Sonne-Hansen and Ahring 2000 \| \| \| \| \| \| T. thermophilum (Rozanova e Khudyakova 1974) Rozanova e Pivovarova 1995 \| \| \| \| |
|  | |
|  | T. hveragerdense Sonne-Hansen and Ahring 2000 |
|  | |
|  | T. thermophilum (Rozanova e Khudyakova 1974) Rozanova e Pivovarova 1995                                                                                   |
|  | |

|  | T. hveragerdense Sonne-Hansen and Ahring 2000                           |
|  |                                                                         |
|  | T. thermophilum (Rozanova e Khudyakova 1974) Rozanova e Pivovarova 1995 |
|  |                                                                         |

|  | T. commune Zeikus et al. 1995 (type sp.) |
|  | |
|  | \| \| T. hveragerdense Sonne-Hansen and Ahring 2000 \| \| \| \| \| \| T. thermophilum (Rozanova e Khudyakova 1974) Rozanova e Pivovarova 1995 \| \| \| \| |
|  | |
|  | T. hveragerdense Sonne-Hansen and Ahring 2000 |
|  | |
|  | T. thermophilum (Rozanova e Khudyakova 1974) Rozanova e Pivovarova 1995                                                                                   |
|  | |

|  | T. hveragerdense Sonne-Hansen and Ahring 2000                           |
|  |                                                                         |
|  | T. thermophilum (Rozanova e Khudyakova 1974) Rozanova e Pivovarova 1995 |
|  |                                                                         |

|  | T. commune Zeikus et al. 1995 (type sp.) |
|  | |
|  | \| \| T. hveragerdense Sonne-Hansen and Ahring 2000 \| \| \| \| \| \| T. thermophilum (Rozanova e Khudyakova 1974) Rozanova e Pivovarova 1995 \| \| \| \| |
|  | |
|  | T. hveragerdense Sonne-Hansen and Ahring 2000 |
|  | |
|  | T. thermophilum (Rozanova e Khudyakova 1974) Rozanova e Pivovarova 1995                                                                                   |
|  | |

|  | T. hveragerdense Sonne-Hansen and Ahring 2000                           |
|  |                                                                         |
|  | T. thermophilum (Rozanova e Khudyakova 1974) Rozanova e Pivovarova 1995 |
|  |                                                                         |

|  | T. commune Zeikus et al. 1995 (type sp.) |
|  | |
|  | \| \| T. hveragerdense Sonne-Hansen and Ahring 2000 \| \| \| \| \| \| T. thermophilum (Rozanova e Khudyakova 1974) Rozanova e Pivovarova 1995 \| \| \| \| |
|  | |
|  | T. hveragerdense Sonne-Hansen and Ahring 2000 |
|  | |
|  | T. thermophilum (Rozanova e Khudyakova 1974) Rozanova e Pivovarova 1995                                                                                   |
|  | |

|  | T. hveragerdense Sonne-Hansen and Ahring 2000                           |
|  |                                                                         |
|  | T. thermophilum (Rozanova e Khudyakova 1974) Rozanova e Pivovarova 1995 |
|  |                                                                         |

|  | T. atlanticus Alain et al. 2010            |
|  |                                            |
|  | T. indicus Moussard et al. 2004 (type sp.) |
|  |                                            |

|  | T. commune Zeikus et al. 1995 (type sp.) |
|  | |
|  | \| \| T. hveragerdense Sonne-Hansen and Ahring 2000 \| \| \| \| \| \| T. thermophilum (Rozanova e Khudyakova 1974) Rozanova e Pivovarova 1995 \| \| \| \| |
|  | |
|  | T. hveragerdense Sonne-Hansen and Ahring 2000 |
|  | |
|  | T. thermophilum (Rozanova e Khudyakova 1974) Rozanova e Pivovarova 1995                                                                                   |
|  | |

|  | T. hveragerdense Sonne-Hansen and Ahring 2000                           |
|  |                                                                         |
|  | T. thermophilum (Rozanova e Khudyakova 1974) Rozanova e Pivovarova 1995 |
|  |                                                                         |

|  | T. commune Zeikus et al. 1995 (type sp.) |
|  | |
|  | \| \| T. hveragerdense Sonne-Hansen and Ahring 2000 \| \| \| \| \| \| T. thermophilum (Rozanova e Khudyakova 1974) Rozanova e Pivovarova 1995 \| \| \| \| |
|  | |
|  | T. hveragerdense Sonne-Hansen and Ahring 2000 |
|  | |
|  | T. thermophilum (Rozanova e Khudyakova 1974) Rozanova e Pivovarova 1995                                                                                   |
|  | |

|  | T. hveragerdense Sonne-Hansen and Ahring 2000                           |
|  |                                                                         |
|  | T. thermophilum (Rozanova e Khudyakova 1974) Rozanova e Pivovarova 1995 |
|  |                                                                         |

|  | T. commune Zeikus et al. 1995 (type sp.) |
|  | |
|  | \| \| T. hveragerdense Sonne-Hansen and Ahring 2000 \| \| \| \| \| \| T. thermophilum (Rozanova e Khudyakova 1974) Rozanova e Pivovarova 1995 \| \| \| \| |
|  | |
|  | T. hveragerdense Sonne-Hansen and Ahring 2000 |
|  | |
|  | T. thermophilum (Rozanova e Khudyakova 1974) Rozanova e Pivovarova 1995                                                                                   |
|  | |

|  | T. hveragerdense Sonne-Hansen and Ahring 2000                           |
|  |                                                                         |
|  | T. thermophilum (Rozanova e Khudyakova 1974) Rozanova e Pivovarova 1995 |
|  |                                                                         |

|  | T. commune Zeikus et al. 1995 (type sp.) |
|  | |
|  | \| \| T. hveragerdense Sonne-Hansen and Ahring 2000 \| \| \| \| \| \| T. thermophilum (Rozanova e Khudyakova 1974) Rozanova e Pivovarova 1995 \| \| \| \| |
|  | |
|  | T. hveragerdense Sonne-Hansen and Ahring 2000 |
|  | |
|  | T. thermophilum (Rozanova e Khudyakova 1974) Rozanova e Pivovarova 1995                                                                                   |
|  | |

|  | T. hveragerdense Sonne-Hansen and Ahring 2000                           |
|  |                                                                         |
|  | T. thermophilum (Rozanova e Khudyakova 1974) Rozanova e Pivovarova 1995 |
|  |                                                                         |